# 7229 Tonimoore
7229 Tonimoore è un asteroide della fascia principale. Scoperto nel 1985, presenta un'orbita caratterizzata da un semiasse maggiore pari a 2,4149100 UA e da un'eccentricità di 0,2589157, inclinata di 9,93785° rispetto all'eclittica.